# Hej Bebis
Hej Bebis är en svensk webb-TV-produktion som sändes i Expressen TV under hösten 2014. I programserien intervjuar kläddesignern och mammabloggaren Kajsa Stina Romin andra mammor och kända personer som Carin Da Silva, Sanna Bråding, Rickard Olsson, Patrick Grimlund, Sara Sommerfeld, och Linda Lampenius.